# Доброслав Ст. Павловић
Доброслав - Бојко Ст. Павловић (Париз, 28. новембар 1916 − Београд, 7. септембар 2009) био је професор, први доктор наука из области архитектуре. На Архитектонском факултету Универзитета у Београду, 1961. године, одбранио је из области архитектуре, докторску дисертацију „Цркве брвнаре у Србији“. Бавио се и проучавањима народног градитељства и развијањем принципа заштите градитељског наслеђа.

## Детињство и школовање
Доброслав - Бојко Ст. Павловић, син српског дипломате, рођен је у Паризу 1916. године. Наследивши дар од родитеља свирао је виолину, био члан хора АПД „Обилић”, Камерног оркестра КУД „Абрашевић” и тек основаног оркестра „Хумористичког позоришта” на Црвеном крсту. Као јуниор у Боб клубу на Сави, 1934. године је освојио Првенство београдског подсавеза у прсном пливању и један је од оснивача пливачког клуба „Север”.
Француску основну школу учио је у Букурешту, реалну гимназију у Београду, где је матурирао у Другој мушкој 1935. године. Дипломирао је 1941. године на Архитектонском одсеку Техничког факултета Универзитета у Београду. Као студент, награђиван је у два наврата за Светосавске темате, а изведен му је и први пројекат виле на Космају. За време окупације специјализовао се у музејско-конзерваторској струци – Музејском течају при Музеју кнеза Павла и као волонтер у новооснованом Централном заводу за чување старина у Београду.

## Професионални рад
Професионални рад започиње по завршетку Другог светског рата, када поставља Америчке изложбе у Београду и Новом Саду, а по оснивању Пројектантског завода Србије, пуне четири године пројектује већи број типских школа, задружних домова, пољопривредних зграда, као и поједине управне и стамбене објекте. У сарадњи са старијим колегама, награђен је на великим конкурсима за Председништво владе, и ЦКЈ на Новом Београду. За студију ,, Где је све заседавао Правитељствујушчи совјет Србије“, 1954. је добио награду Министарства просвете Србије.
У Заводу за заштиту и научно проучавање споменика културе НРС, прераслом у Републички завод за заштиту споменика културе, од 1950. – 1977. у својству шефа Архитектонског атељеа и начелника Одељења за заштиту, као саветник – конзерватор. У потпуности се посвећује проучавању и непосредној заштити споменика у земљи: археолошких локалитета (Сирмијум, Трајанова табла на Ђердапу), средњовековних тврђава, цркава, манастира и конака (Дечани, Љубостиња, Велуће, Смедеревска гробљанска црква, Рача на Дрини, Бајракли џамија у Београду, Пашини конаци и амам у Врању ), сеоских и градских целина ( Карађорђев град у Тополи, Тешњар у Ваљеву), етнопаркова, цркава брвнара, угоститељских здања и спомен-обележја. Пројектује црквене и друге објекте: прва адаптација Народног музеја у Београду, Споменик косовским јунацима на Газиместану, Спомен-костурница Колубарске битке у Лазаревцу, Спомен-чесма и костурница на гробљу у Сјеници, Спомен-гробље на Палама, Владичански конак у Кливленду, Црква брвнара на Златару.
Заинтересован за проблеме туризма још од 1948. године, када на семинарима у организацији Туристичког савеза Србије говори о културним добрима у Југославији, професор је на Вишој туристичкој школи на Новом Београду од 1975. — 1980, за ванредног професора на Одсеку за туризмолошке науке ПМФ изабран је 1977, да би као редовни професор отишао у пензију 1982. На позив Универзитета у Поатјеу (Француска) предавао је 1966. на постдипломском течају о средњовековним истраживањима, док је на Политехници у Лозани (Швајцарска) студентима приказао народно градитељство у Југославији. У више наврата, још од 1936, посећивао је Хиландар и остале манастире на Атосу и писао о њима.

## Научна сарадња
Сарађивао је са одговарајућим институтима у земљи и иностранству. Био је један од оснивача и председника Друштва конзерватора, Међународног комитета за споменике и споменичке целине (ICOMOS) у Паризу, био је и члан управе и члан његових комитета за народно градитељство, туризам и дрво. Активни је учесник на многим међународним скуповима у земљи и иностранству, предавач на конгресима, симпозијумима, курсевима у удружењима, институтима, универзитетима, академијама, црквеним организацијама. Држао предавања из своје струке широм Европе, у Турској, Тунису и САД.

## Награде
Доброслав - Бојко Ст. Павловић добитник је многих признања, повеља и медаља, Плакете грчког ICOMOS, италијанског ордена, и ордена Светог Саве првог степена. Награђиван је спомен медаљама Савеза конзерватора Југославије, Друштва конзерватора Србије и Републичког завода за заштиту споменика културе Србије, Музеја Кижи (СССР), Музеја села у Букурешту.